# Viaje exploratorio
Un viajes exploratorio es un tipo de prospección que elige como marco de actuación una unidad natural, como el curso de un río o su cuenca. Se parte de información previa y mediante una excursión se visitan yacimientos ya conocidos, por lo que solo se identifican nuevos yacimientos si están al paso de los ya conocidos. Para este tipo de actividad de campo no es necesario el análisis de laboratorio previo.